# Spessart Brauerei
La Spessart Brauerei est une brasserie à Kreuzwertheim, dans le Land de Bavière.

## Histoire
La brasserie Spessart trouve ses origines dans l'auberge "Goldenen Löwen" sur le site de la brasserie actuelle, mentionnée pour la première fois le 9 mai 1741. En 1809, Georg Michael Junker obtient le « droit de taxe sur le brassage de la bière en échange d'un transfert en espèces d'un florin ». Il dirige une brasserie jusqu'en 1830.
Le 25 août 1884, Johann Leonhard Lutz, l'arrière-grand-père de l'actuel propriétaire Horst Müller, acquiert ensemble la brasserie et l'auberge pour 9 000 marks-or sur présentation de l'ancien document de 1809. Le premier brassin d'essai est réalisé avec la cuve de purée et de filtration en bois de la brasserie Junkersche, une cuve de lavage comme cuve de brassage et le pressoir comme cuve de refroidissement.
La brasserie est rouverte en 1887, année de la fondation de la brasserie actuelle et connue sous le nom de brasserie Lutz. Le logo de la brasserie Lutz'schen montre un lion debout, remplacé par deux lions et les armoiries de Kreuzwertheim de l'époque.
Dans les années 1970, Horst Müller devient le successeur de Lutz. La brasserie est progressivement rebaptisée Brasserie Spessart, ce qui donne lieu à un nouveau logo de l'entreprise. Fin 2020, Horst Müller vend l'entreprise à Norbert Zierer.
En avril 2021, Friedrich Wilhelm en tant qu'associé gérant et Christian Meier en tant que propriétaire reprennent la brasserie en duo de direction. Les opérations se poursuivent avec un accent régional.
La brasserie Spessart est une entreprise familiale de la quatrième génération. Elle brasse principalement de la bière pression pour la restauration. La bière en bouteille et les boissons de marque sans alcool sont produites en interne. La bière Spessart est brassée selon le Reinheitsgebot.